# グーフィーの虎退治
『グーフィーの虎退治』（グーフィーのとらたいじ、原題：Tiger Trouble）は、ウォルト・ディズニー・プロダクション（現：ウォルト・ディズニー・カンパニー）が製作した1945年1月5日公開のアニメーション短編映画作品。グーフィーの短編映画シリーズの第16作目である。

## あらすじ
インドのジャングルの奥地に潜んでいる虎を退治しようとするグーフィーだが・・・。

## スタッフ
- 製作：ウォルト・ディズニー
- 監督：ジャック・キニー
- 作画：ミルト・カール、ジョン・シブレー、エリック・ラルソン、ジャック・ボーイド
- 脚本：ビル・ピート
- 音楽：ポール・J・スミス
- レイアウト：ランス・ノリー
- 背景：クラウド・コート

## キャスト
| キャラクター | 原語版             | 旧吹き替え版 | 新吹き替え版 |
| ------------ | ------------------ | ------------ | ------------ |
| グーフィー   | ピント・コルヴィグ | 小山武宏     | 島香裕       |
| ナレーター   |                    | 江原正士     | 大平透       |